# Ép rụng lông

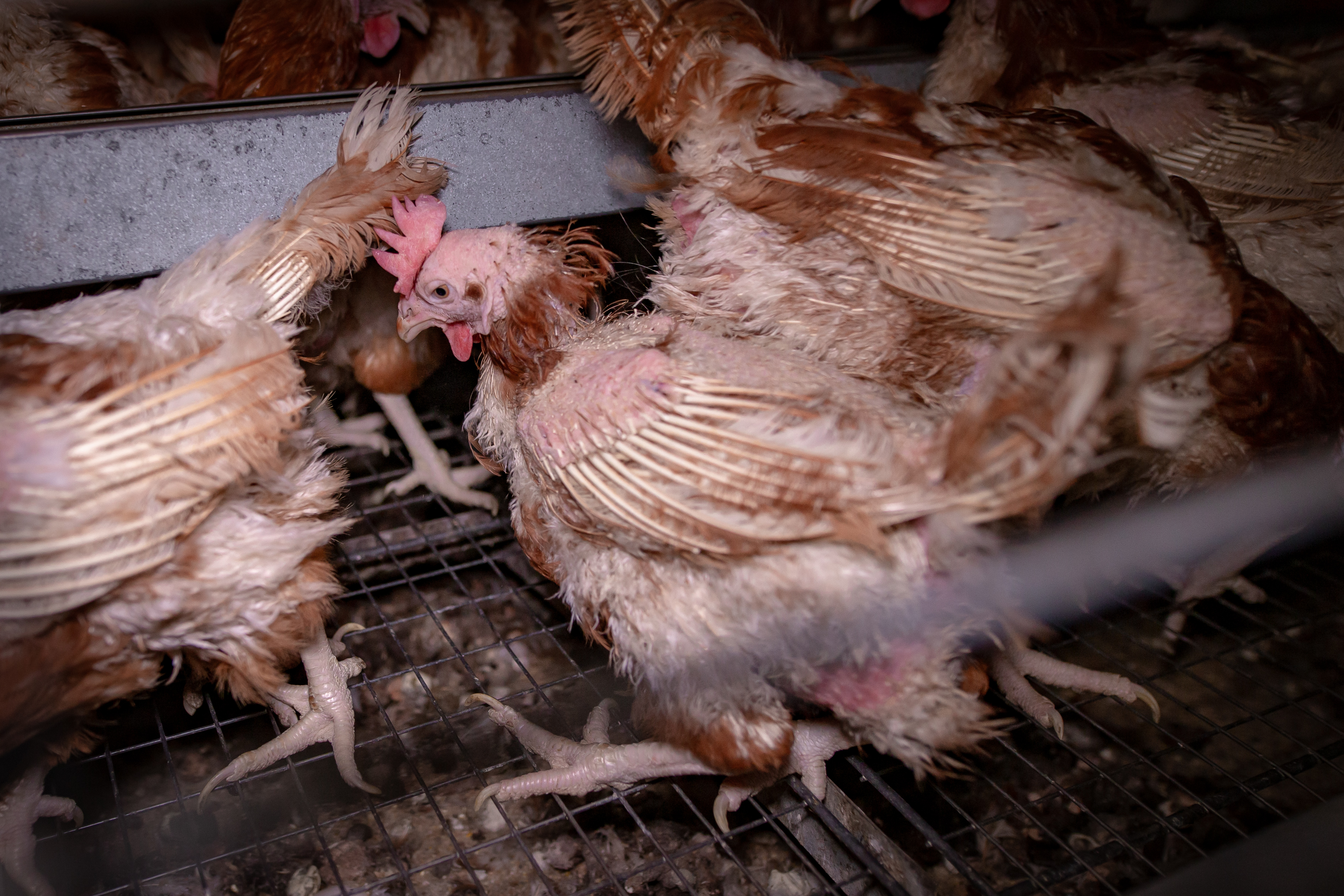
Một đàn gà nuôi nhốt đang trong giai đoạn bị ép rụng lông

Ép rụng lông (Forced molting) hay ép thay lông (induced molting) là hành vi kỹ thuật trong một số ngành chăn nuôi gia cầm nhằm kích động một cách giả tạo cho đàn gia cầm (thông thường là gà) đồng loạt thay lông để kích thích đẻ trứng. Ép thay lông điển hình bằng cách rút bớt lượng thức ăn trong 7–14 ngày và đôi khi cũng rút bớt lượng nước uống cho chúng trong một thời gian dài. Ép rụng lông thường được thực hiện khi sản lượng trứng tự nhiên giảm dần vào cuối giai đoạn đẻ trứng đầu tiên. Trong thời gian thay lông, những con gia cầm ngừng đẻ trứng trong ít nhất hai tuần, điều này cho phép các đặc tính sinh sản của gia cầm thoái triển. Sau khi thay lông, tỷ lệ sản xuất trứng của gà mái thường đạt đỉnh thấp hơn một chút so với trước đó, nhưng chất lượng trứng được cải thiện.
Mục đích của việc ép rụng lông là để tăng sản lượng trứng, chất lượng trứng và lợi nhuận của đàn trong giai đoạn đẻ thứ hai hoặc sau đó của chúng, bằng cách không cho phép cơ thể gà mái có thời gian cần thiết để trẻ hóa trong chu kỳ mọc bù lông tự nhiên. Một số loài gia cầm sẽ chết trong quá trình thay lông bắt buộc và người ta khuyến cáo rằng đàn gia cầm phải được quản lý sao cho tỷ lệ tử vong không vượt quá 1,25% trong 1–2 tuần ngừng cho ăn, so với tỷ lệ tử vong hàng tháng từ 0,5% đến 1,0% ở một đàn được quản lý tốt trong điều kiện sự căng thẳng thấp (không gian không chật chội. Việc thực hành ép rụng lông trong chăn nuôi gia cầm cũng bị chỉ trích về hành vi ngược đãi động vật từ các nhà bảo vệ quyền động vật.

## Trên gà

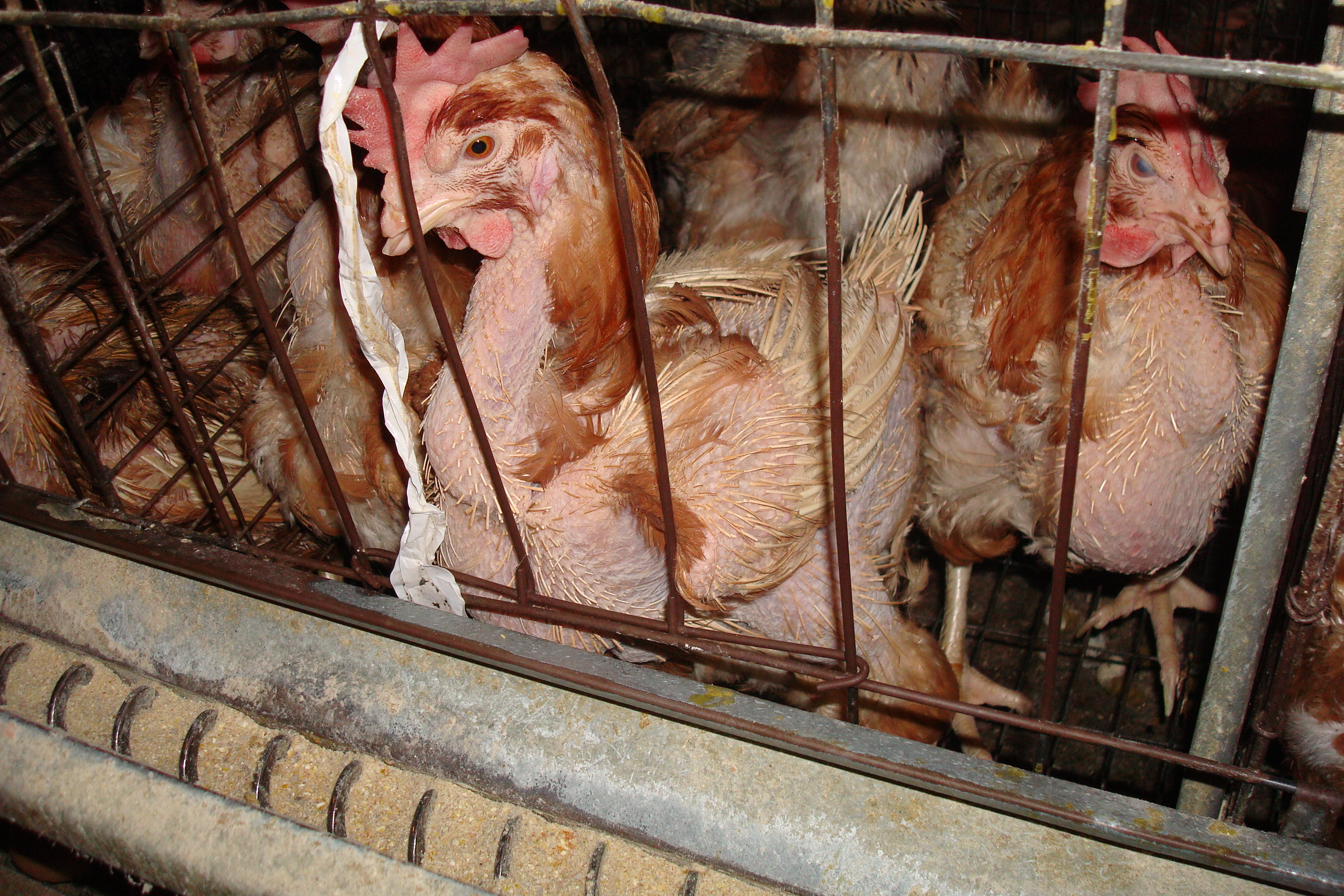
Ép thay lông trên gà nuôi

Đối với gà, hiện tượng gà bị rụng lông là hiện tượng khá phổ biến khi chăn nuôi gà ở mật dộ cao. Đồng thời trong quá trình Ở một số quốc gia, thay vì bị giết thịt thì gà thỉnh thoảng bị ép rụng lông để bắt chúng đẻ trứng tiếp. Người ta thực hiện việc này bằng cách không cho gà ăn (có khi không cho uống) trong khoảng 7 đến 14 ngày hoặc một thời gian đủ dài để làm gà sụt mất 25-35% cân nặng, hoặc tối đa là 28 ngày trong điều kiện thí nghiệm. Việc làm này kích thích gà rụng lông và cũng là kích thích gà đẻ trứng tiếp. Năm 2003, có trên 75% số đàn gà ở Mỹ bị ép phải rụng lông. Việc thực hành đang gây tranh cãi. Mặc dù nó phổ biến ở Mỹ, nó bị cấm ở EU.
Đối với các giống gà chọi hay gà kiểng, ép gà thay lông là quá trình đẩy nhanh tốc độ thay lông cho gà giúp gà thay lông sớm. Để kích thích gà ra lông nhanh, nên nhổ lông ở những vùng lỗ chân lông đã khô. Tránh nhổ ở vùng ướt, điều này sẽ khiến gà dễ bị rụng lông và khó mọc trở lại. Cùng với đó cần bổ sung thực đơn dinh dưỡng gồm thịt, rau xanh, các loại thuốc bổ sung như dầu cá, vitamin để quá trình thay lông diễn ra nhanh chóng. Bổ sung thêm một số tinh chất để kích thích gà mọc lông như tinh dầu bưởi, dầu dừa, cũng có thể bấm hoặc nhổ các lông già, sau khi nhận biết gà thay lông thì tiến hành nhổ các lông gà hoặc cắt lông đi. Chúng sẽ kích thích cho gà thay lông nhanh hơn. Giải thích cho việc này khá đơn giản. Gà khi muốn mọc lông mới cần phải trút bỏ đi lông cũ. Khi đã đủ điều kiện mọc lông thì lông cũ sẽ được rụng xuống.

## Chỉ trích

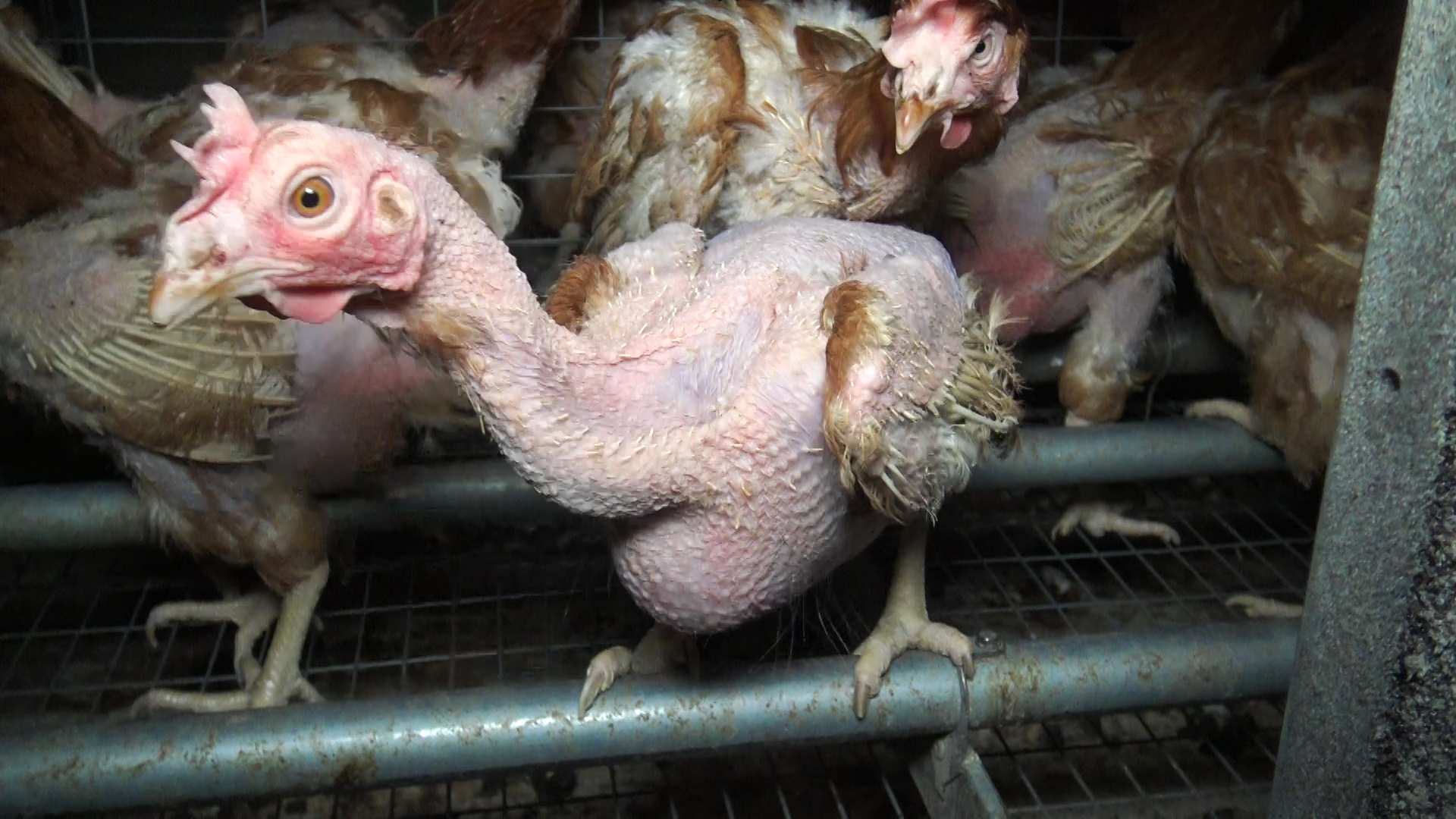
Một con gà bị rụng lông

Việc bỏ đói gà mái tạm thời được nhiều người coi là vô nhân đạo cũng như một hình thức đối xử tàn ác với động vật hay còn gọi là ngược đãi động vật, và là mục tiêu phản đối chính của các nhà phê bình và phản đối phương pháp này. Mặc dù ép rụng phổ biến ở Mỹ, nhưng nó lại bị cấm ở EU. Tại Vương quốc Anh, Bộ Môi trường, Thực phẩm và Các vấn đề Nông thôn (Defra) tuyên bố Trong mọi trường hợp, gia cầm có thể bị thay lông bằng cách giữ lại thức ăn và nước. Ép rụng lông không phải là một thực tế phổ biến ở Canada, nơi các vấn đề phúc lợi động vật liên quan đến nó đã khiến nó về cơ bản là lỗi thời. Ép rụng lông làm tăng corticosterone trong huyết tương, cùng với các hormon liên quan, làm giảm mức độ lưu hành của tế bào lympho và các loại bạch cầu khác, do đó làm giảm hiệu quả của hệ thống miễn dịch của gia cầm. Điều này có nghĩa là những con gia cầm bị ép thay lông trở nên dễ mắc bệnh, đặc biệt là nhiễm khuẩn Salmonella, và có thể tạo ra những quả trứng bị nhiễm khuẩn do đó ảnh hưởng đến sức khỏe cộng đồng người tiêu dùng.